# Bouira (distrito)
Bouïra é um distrito localizado na província de Bouira, Argélia, e cuja capital é a cidade de mesmo nome, Bouïra.[carece de fontes?]